# Marilyn Manson (banda)
Marilyn Manson es una banda estadounidense de metal industrial/alternativo
formada en el año 1989 por el cantante homónimo Marilyn Manson y el guitarrista Scott Putesky, inicialmente bajo el nombre de Marilyn Manson & The Spooky Kids. Debido a varios cambios en su alineación, actualmente, Manson es el único miembro original que resta en la banda.
A lo largo de los años se ha visto rodeada de controversia por su fuerte oposición a organizaciones religiosas, las referencias en sus letras hacia el sexo, la violencia y las drogas,
así como, también, por sus frecuentes transformaciones estéticas y elaboradas puesta en escena.
En 1996 firmaron con el sello Interscope Records y alcanzaron el éxito comercial al poner a la venta su segundo álbum de estudio, titulado Antichrist Superstar.
Similar a la temática del disco, la gira en promoción recibió duras críticas por su mensaje antirreligioso y derivó en varias protestas a la salida de sus conciertos.
La polémica llegó a su clímax en 1999, cuando la banda fue acusada de haber incitado a que dos alumnos llevaran a cabo la masacre de la escuela secundaria de Columbine.
Sin embargo, aunque su supuesta influencia se desmintió, decidieron alejarse de los escenarios hasta el año 2000, cuando regresaron con el disco Holy Wood (In the Shadow of the Valley of Death).
Desde su formación la banda ha puesto a la venta once álbumes de estudio ―dos de los cuales fueron número uno en ventas en su país natal―
y ha vendido cincuenta millones de copias mundialmente.
Asimismo, recibieron nominaciones a los premios Grammy en cuatro ocasiones diferentes y, según el canal musical VH1, están entre los «100 mejores artistas del hard rock».

## Historia

### 1989-1993: The Spooky Kids
El grupo Marilyn Manson se formó en el año 1989 en la ciudad de Fort Lauderdale (estado de Florida). Por aquel entonces, Brian Warner trabajaba escribiendo artículos en la sección musical de una revista llamada 25th Parallel.
Su tarea como periodista le ayudó a establecer contacto con varios músicos, entre ellos Trent Reznor, de la banda Nine Inch Nails
y Scott Putesky. Este último fue reclutado por Brian para formar una banda después de haberle mostrado poemas y letras que había escrito.
Poco después se les unió el bajista Brian Tutunick y, en el año 1990, grabaron su primera maqueta como Marilyn Manson & the Spooky Kids.
Para sus presentaciones en vivo, la banda eligió adoptar seudónimos que incluían el nombre de un artista famoso y el apellido de un criminal. El cantante Brian Warner adoptó el nombre de Marilyn Manson,
el guitarrista Scott Putesky tomó el de Daisy Berkowitz y Brad Stewart, quien se encargó de reemplazar al bajista Brian Tutunick, adoptó el nombre de Gidget Gein. Más tarde Fred Streithorse se les unió como Sara Lee Lucas en el puesto de baterista y Stephen Gregory Bier, quien adoptó el seudónimo Madonna Wayne Gacy, se encargó de completar la formación como tecladista. Los nombres utilizados por cada miembro eran representativos del concepto que consideraron central en su presentación; la dicotomía entre el bien y el mal, junto a su existencia en un todo. «Marilyn Monroe tenía un lado oscuro» explicó Manson en su autobiografía, «como Charles Manson también tenía un lado bueno e inteligente».
La reputación de la banda creció rápidamente en su ciudad de origen debido a sus presentaciones en vivo. En sus conciertos era muy común ver a los miembros del grupo utilizando atuendos bizarros, junto a «mujeres crucificadas y restos de animales cubiertos en sangre».
Asimismo, Scott David, un diyei de Florida que se había hecho seguidor, ponía sus demos en la radio frecuentemente.
A principios de 1992 la banda decidió acortar su nombre a Marilyn Manson y continuaron promoviéndose independientemente el resto del año.

### 1993-1995:Portrait of an american family
Con la llegada de 1993, la extravagante imagen de la banda llamó la atención de Trent Reznor, cantante de la banda Nine Inch Nails. Reznor estableció contacto con ellos y les ofreció la oportunidad de que se unieran a su sello, Nothing Records.
La banda aceptó la oferta, y junto a la ayuda del productor Roli Mosimann, iniciaron la grabación de su primer trabajo discográfico.
Sin embargo, debido a que no estaban conformes con el resultado,
Reznor se encargó de reemplazar a Mosimann y finalizaron el proceso de grabación de Portrait of an American Family.
El primer sencillo elegido para promocionarlo fue «Get Your Gunn», el único donde figuraría el nombre del bajista Gidget Gein, expulsado de la banda por su adicción a las drogas y reemplazado por Jeordie White, quien asumió el nombre de Twiggy Ramirez.
Hacia marzo de 1994, la banda decidió iniciar su primera gira; allí presentaron a su nuevo baterista Kenneth Wilson, quien reemplazo a Sara Lee Lucas y adoptó el seudónimo Ginger Fish. A lo largo de la gira tocaron en pequeños clubes, teatros y diversos festivales acompañados por bandas como Korn y Danzig. Estas presentaciones llegaron a su fin a mediados de 1995 por lo que llevaron a cabo un segundo y tercer sencillo para promocionar el álbum. Las canciones elegidas fueron «Lunchbox» y «Dope Hat». En ese mismo año la banda también elaboró su primer EP de larga duración titulado Smells Like Children.
Entre las varias remezclas y «versiones» que componen el EP, la canción «Sweet Dreams (Are Made of This)», originalmente del conjunto Eurythmics, fue lanzada como sencillo. Considerado como el primer «gran éxito» de la banda; su vídeo recibió mucha difusión en el canal musical MTV.

### 1996-1998:Antichrist Superstar

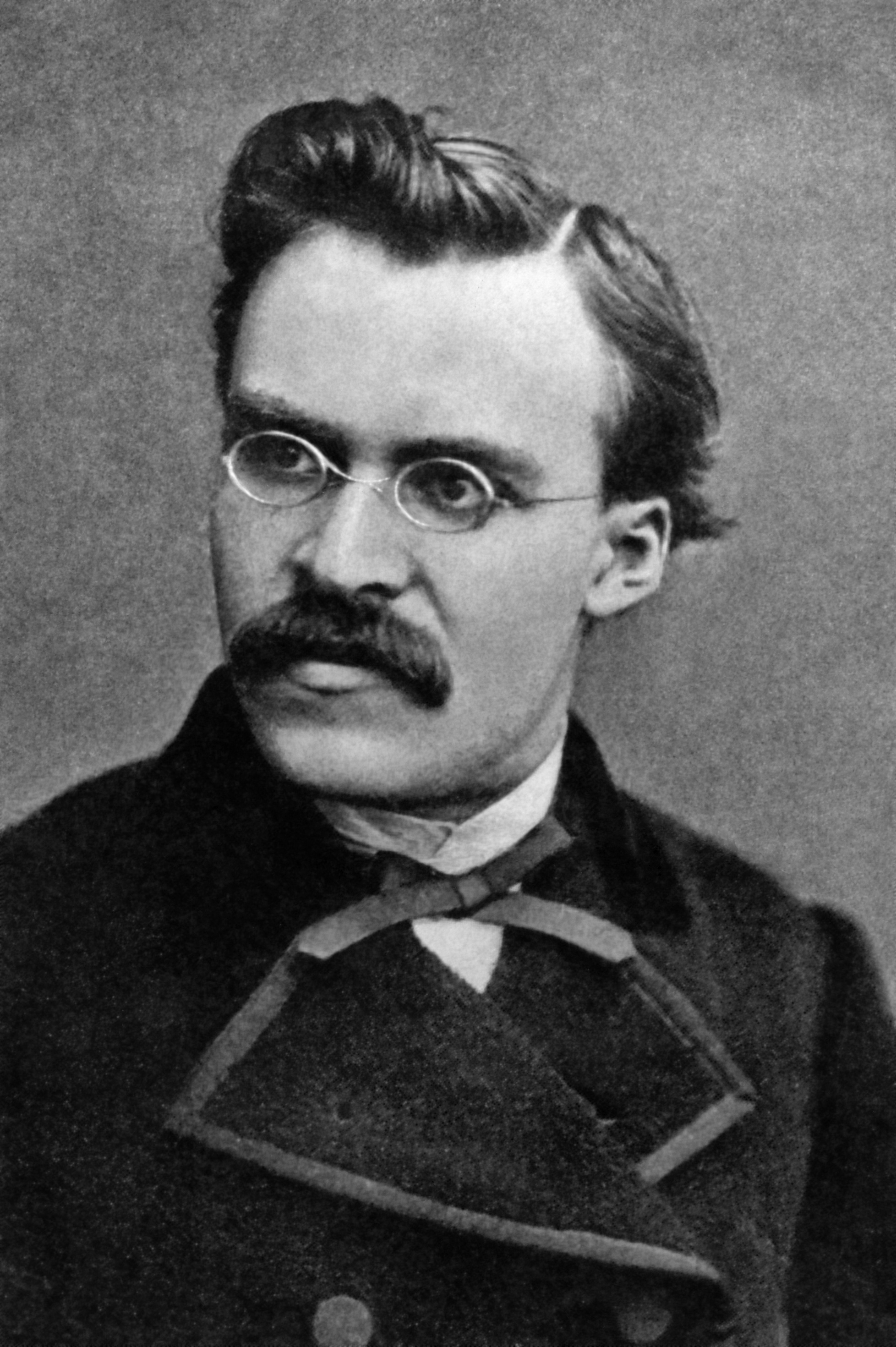
Las ideas de Friedrich Nietzsche fueron un factor importante en el desarrollo del álbum.

Tras finalizar la promoción de Smells like children, la banda firmó un contrato con la discográfica Interscope Records
y puso en marcha la producción de su segundo álbum de estudio. Lanzado en octubre de 1996, Antichrist Superstar fue puesto a la venta bajo los sellos Nothing e Interscope y producido por Trent Reznor, Dave Ogilvie y Sean Beavan. Según las palabras de Manson, el proceso de grabación tuvo muchas dificultades debido al abuso de drogas
que finalmente derivó en el despido del guitarrista y compositor Daisy Berkowitz.
Esto ocasionó que Twiggy Ramirez se encargara de finalizar sus sesiones de guitarras y la contratación de Timothy Michael Linton, ahora bajo el nombre de Zim Zum, para ocupar su puesto.
Antichrist Superstar es un álbum conceptual que constituye la primera parte de una trilogía de discos.
Su concepto fue inspirado por las obras del reconocido filósofo Friedrich Nietzsche. Ellas ayudaron a que Manson completara una historia que había desarrollado sobre la base de sueños previos a la grabación del disco.
El primer sencillo del álbum, «The Beautiful People» y su controvertido video, provocaron mucha expectativa,
suficiente para que debutara en el puesto número tres de la lista Billboard 200,
y que Manson apareciera en la portada de la revista Rolling Stone, siendo nombrado «mejor nuevo artista» de 1996.
Después de la publicación, la banda se embarcó en su gira más extensa hasta la fecha y gracias a sus controvertidas presentaciones teatrales lograron difundir su fama alrededor del mundo. Sin embargo, no toda la atención que recibieron fue positiva.
La gira Dead to the World Tour estuvo rodeada de controversia, ya que presentaba una elaborada puesta escénica con una temática apocalíptica y antireligiosa; en sus presentaciones Manson rompía biblias, se autoflagelaba y criticaba al gobierno y a la iglesia entre otras cosas.
En los Estados Unidos el grupo fue objeto de críticas negativas por parte del Congreso, al punto de que el senador Joseph Lieberman los catalogó como «probablemente el grupo más enfermo promovido por una gran compañía discográfica».
Asimismo, diversos grupos religiosos también realizaron piquetes a la salida de sus conciertos, pidiendo a los seguidores que no asistieran porque según propias palabras: «Creemos que cada vez que una persona escucha este nuevo álbum, podría provocar la destrucción de Dios en sus mentes trastornadas».
Tras finalizar esta gira, el 10 de noviembre de 1997 la banda lanzó un EP llamado Remix & Repent, que cuenta con cinco temas de Antichrist Superstar de los cuales dos son remezclas y tres grabaciones en vivo.

### 1998-1999:Mechanical animals
Tras haber publicado un VHS que documentó su gira Dead to the World Tour, a comienzos de 1998 la banda inició la producción de su tercer trabajo discográfico. En septiembre de ese mismo año se puso a la venta la segunda parte de la trilogía de discos iniciada con Antichrist Superstar, una ópera rock titulada Mechanical Animals y producida por Michael Beinhorn.
Previo a su lanzamiento, Interscope realizó una inmensa campaña publicitaria que incluyó una imagen gigante del cantante en Times Square, la portada de la revista Rolling Stone y apariciones en diversos medios de comunicación.
La campaña desarrollada por el lanzamiento del álbum, junto a un nuevo sencillo llamado «The Dope Show», hicieron que Mechanical animals debutara en el puesto número uno de la lista Billboard 200, con 223 000 unidades vendidas en la primera semana, consiguiendo la certificación de platino y una nominación al premio Grammy a la mejor interpretación de hard rock.

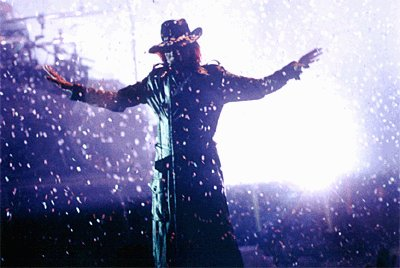
Marilyn Manson interpretando «The Speed of Pain», en la gira Mechanical Animals Tour

El lanzamiento de Mechanical animals significó un cambio en el estilo musical y las letras de la banda. Musicalmente, se alejó del tono agresivo Antichrist Superstar hacia un estilo semejante al glam rock con letras temáticamente dirigidas hacia el amor, la depresión y las drogas.
Asimismo, promovió una imagen andrógina, influenciada por los atuendos y el maquillaje que David Bowie utilizaba en sus presentaciones de la década de 1970.
Similar a su predecesor, el disco cuenta con una historia conceptual donde Manson representa a dos alter ego: Omega, el personaje principal en la historia lineal del álbum y Alfa, que se relaciona consigo mismo y sus experiencias de vida.
Antes de iniciar la gira en promoción, el guitarrista John Lowery fue reclutado para reemplazar a Zim Zum, quien decidió partir en términos amigables. Lowery adoptó el nombre de John 5 y se encargó de completar la formación que participaría en la gira Mechanical Animals Tour. Sin embargo, la banda se vio obligada a cancelarla después de ser culpados de haber incitado a que dos estudiantes perpetraran la masacre de la escuela secundaria de Columbine (estado de Colorado).
En consecuencia el 24 de abril, por respeto a las víctimas, Manson canceló las fechas restantes de su gira en Norteamérica
y posteriormente la detuvo definitivamente al completar su quinta etapa por Asia. Más adelante se comprobó que ninguno de los estudiantes eran seguidores de la banda.

### 1999-2001:Holy wood

La cruz de Lorena es utilizada como logo para representar al celebritarianism.

Hacia fines de 1999, el grupo puso a la venta un álbum en vivo titulado The Last Tour on Earth, junto con el sencillo «Astonishing Panorama of the Endtimes», que sirvió para promover la banda sonora de la serie Celebrity Deathmatch
y les otorgó su segunda nominación a un premio Grammy.
Por lo que resto del año y comienzos de 2000, ésta se dedicó a la escritura y grabación de nuevas canciones, donde retomaron el agresivo sonido adaptado en la era de Antichrist superstar.
Su cuarto trabajo de estudio titulado Holy Wood (In the Shadow of the Valley of Death) fue producido por Dave Sardy y puesto a la venta el 14 de noviembre de 2000. Con ventas superiores a las 117 000 copias en su primera semana debutó en el puesto número trece del Billboard 200 y fue promovido por los sencillos «The fight song», «Disposable teens» y «The nobodies».
Descrito por Manson como la tercera parte de la trilogía iniciada con Antichrist superstar y continuada por Mechanical animals,
el tema principal tratado en este disco se basa en la relación entre la muerte y la fama en la cultura estadounidense. En el álbum, Manson desarrolla la idea de una nueva religión llamada Celebritarianism que festeja la muerte de las celebridades. Sobre esta base, las letras y trabajo artístico contienen muchas referencias a figuras históricas o famosas fallecidas como John F. Kennedy, John Lennon, Abraham Lincoln y John Wilkes Booth.
Manson también reveló que además del concepto llevado en cada álbum, Holy Wood podría verse como antecesor a Mechanical Animals y Antichrist Superstar, sin contar la fecha en la que los álbumes fueron publicados ya que si bien cada uno tiene una línea histórica diferente, los tres unidos tienen un concepto que forma una historia.
Con un nuevo álbum e imagen, la banda concibió una gira llamada Guns, God and Government Tour cuya puesta escénica fue influenciada por la fascinación con la violencia en el continente de América. Al igual que sus anteriores presentaciones, estas estuvieron rodeadas de controversia debido a fuertes resistencias por grupos religiosos y cívicos, tras ser su primera gira desde la masacre de Columbine. En su trayecto fue objeto de incidentes que derivaron en cancelaciones por amenazas de muerte
y arrestos, junto a demandas por el comportamiento del cantante en el escenario.
Durante la gira, tanto el backstage de sus conciertos como sus presentaciones en vivo fueron documentadas en un DVD titulado Guns, God and Government, que luego fue publicado en versión Blu-Ray.

### 2002-2003:The Golden Age of Grotesque
Tras finalizar la gira Guns, God and Government Tour, Twiggy Ramirez anunció su renuncia
y fue reemplazado por Tim Sköld, antiguo miembro de KMFDM.
Habiendo completado la trilogía de los álbumes anteriores, Manson se dispuso a concentrarse en un nuevo proyecto e inició la grabación de su quinto trabajo discográfico, producido por el nuevo bajista Sköld
y editado junto a un DVD llamado Doppelherz.
A diferencia de la trilogía, este álbum evita los mensajes subliminales que formaron gran parte de sus discos anteriores.
The Golden Age of Grotesque engloba un concepto en donde Manson encuentra su mayor fuente de inspiración en la ideología nazi. Las letras están principalmente influenciadas por el «arte degenerado» y la era pre-nazi de la República de Weimar,
así como el diseño artístico y su sonido por el libro de Mel Gordon: Voluptuous Panic: The Erotic World of Weimar Berlin.
Luego de haber terminado con las sesiones de producción, el álbum estaba listo para salir a la venta y «This Is the New Shit» junto con «mOBSCENE» fueron los dos sencillos elegidos para promocionarlo. The Golden Age of Grotesque, editado el 13 de mayo de 2003, debutó en el puesto número uno de la lista Billboard 200 con ventas de 118 000 copias en su primera semana
y recibió varias certificaciones de oro en diferentes países de Europa, al igual que una tercera nominación a los premios Grammy por el sencillo «mOBSCENE».
Su quinto trabajo discográfico fue promovido por gira mundial bajo el nombre de Grotesk Burlesk Tour, con una escenografía elaborado por Gottfried Helnwein
y Jean Paul Gaultier.
e inspirada por los cabarés alemanes de Weimar en la década de 1930.

### 2004-2005:Lest We Forget: The Best Of
A finales de 2004 se anunció que la compañía discográfica Nothing cerraría y por ende significó el final de su contrato con la banda.
Considerado por Manson como su álbum de «despedida»,
la compilación de éxitos titulada Lest We Forget: The Best Of fue lanzada el 28 de septiembre de 2004 y promovida por una gira llamada Against All Gods Tour. La canción elegida para promover la compilación fue una «versión» de «Personal Jesus» originalmente de la banda Depeche Mode, que ayudó al álbum a obtener la certificación de oro en varios países de Europa, así como en Estados Unidos y Canadá.
Against All Gods Tour fue la primera gira en la que no figuraría el baterista Ginger Fish, que se mantuvo alejado de los escenarios por una fractura en su cuello y muñeca.
Chris Vrenna ―antiguo miembro de Nine Inch Nails― se encargó de reemplazarlo brevemente
y luego de recuperarse tocó una serie de conciertos con su nueva banda Maryor Priot, antes de volver a unirse a Marilyn Manson. Esta gira también fue la primera desde Rock Is Dead Tour en la que no figuraría John 5, que decidió distanciarse de la banda en términos amigables. Mark Chaussee ocupó su puesto como colaborador.

### 2005-2008:Eat Me, Drink Me

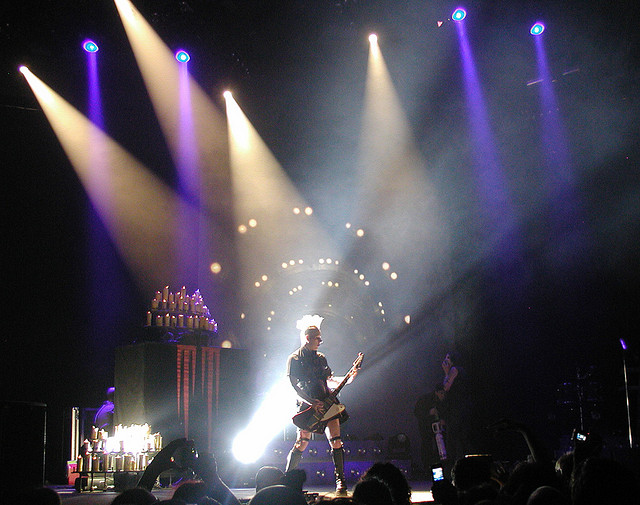
Eat Me, Drink Me junto con la gira Rape of the World Tour, marcaron la última colaboración entre Manson y Sköld.

Al finalizar la gira Against All Gods Tour Manson prefirió descansar por el resto de 2005, pero para comienzos de 2006 inició el proceso de grabación de su sexto álbum de estudio, que fue descrito por él como: «el disco al que he aspirado toda mi vida».
Este trabajo marcó otra dirección musical en la que se dirigió la banda, donde se implementó un estilo más melódico y simplista influenciado por los riffs de las guitarras y sonidos de los teclados utilizados en las décadas de 1970 y 1980.
A diferencia de sus discos anteriores, las letras y música fueron compuestas únicamente por Manson y Sköld, quienes desarrollaron un concepto dirigido hacia la depresión, el vampirismo y la muerte.
El resultado fue el álbum Eat Me, Drink Me. Puesto a la venta el 5 de junio de 2007, fue impulsado por el sencillo «Heart-Shaped Glasses (When the Heart Guides the Hand)» y logró debutar en el puesto número ocho de la lista Billboard 200 con más de 88 000 copias vendidas en su primera semana.
Su lanzamiento marcó la primera vez que el tecladista Madonna Wayne Gacy no figuró en los créditos, tras haberle presentarle una demanda judicial a Manson por regalías impagadas y finalizando su relación con el grupo.
Chris Vrenna, quien anteriormente había participado como baterista colaborador en la gira Against All Gods Tour, fue elegido como su reemplazo.
Ahora en el puesto de tecladista, el resultado fue la gira Rape of the World Tour que vio participar a varios guitarristas colaboradores, por la falta de uno como miembro oficial.

### 2008-2009:The High End of Low
A principios de 2008 se reportó que Tim Sköld abandonó la banda por el regreso del antiguo bajista Twiggy Ramirez.
Este decidió acortar su nombre a Twiggy y se encargó de ocupar el puesto de Sköld para así completar las fechas restantes de la gira Rape of the World Tour. Con su finalización, la banda se dirigió a concretar un séptimo álbum de estudio junto al productor Sean Beavan. Durante el proceso de grabación Manson lo describió como: «[un álbum] muy despiadado, muy heavy y muy violento».
El séptimo trabajo discográfico de la banda fue promovido por los sencillos «We're from America» y «Arma-goddamn-motherfuckin-geddon», los cuales ayudaron a que The High End of Low debutara en el puesto número cuatro del Billboard 200 con 49 000 copias vendidas en la primera semana.
A pesar de que superó a Eat Me, Drink Me con un puesto más alto, las ventas de su primera semana fueron las más bajas desde el lanzamiento de su debut.
Con una nueva gira en promoción titulada The High End of Low Tour, Twiggy se encargó de ocupar el puesto de guitarrista y Andy Gerold fue incorporado como bajista colaborador. La gira comenzó por una serie de conciertos junto a Slayer que formaron parte del festival de música Mayhem Festival
y siguió alrededor del mundo en diferentes países, hasta llegar a su final el 21 de diciembre de 2009.

### 2009-2013:Born Villain
Al haber finalizado su última gira, la banda inició el proceso de escritura de su octavo álbum. No obstante este fue momentáneamente detenido por la disputa provocada entre Manson y su sello discográfico, Interscope Records, que derivó en su separación cuando su contrato expiró a fines de 2009.
A mediados de 2010 Fred Sablan fue integrado como bajista oficial y Cooking Vinyl, junto al propio sello de Manson Hell, etc., se encargaron de reemplazar a Interscope para la distribución de sus discos.
Con la llegada de 2011, fue confirmada la renuncia del baterista Ginger Fish
y más adelante revelaron que su octavo álbum de estudio se titularía Born Villain. Al finalizar su producción se anunció la renuncia del tecladista Chris Vrenna que había participado como productor y tecladista.
Promovido por el sencillo «No Reflection», el octavo álbum del grupo fue lanzado el 1 de mayo de 2012 y debutó en el puesto número diez del Billboard 200 con ventas de 39 000 copias en su primera semana. Asimismo le otorgó a la banda una cuarta nominación a los premios Grammy.
La gira para promocionarlo, bajo el nombre de Hey, Cruel World...Tour, inicio en Australia acompañados por el baterista colaborador, Jason Sutter. En su trayecto se unieron a Rob Zombie para realizar una serie de presentaciones tituladas Twins of Evil Tour
y más adelante compartieron el escenario junto a Alice Cooper en la gira Masters of Madness: Shock Therapy Tour. En esta última se incorporó al tecladista colaborador, Spencer Rollins.

### 2013-2016:The Pale Emperor
Durante su octava gira, Manson y Twiggy dedicaron parte de su tiempo a escribir nuevas canciones para el noveno álbum de estudio de la banda. Luego de completar las fechas restantes, el bajista Fred Sablan anunció su salida en términos amigables y aunque la formación se vio afectada, el proceso de escritura no fue detenido.
A principios de 2014, la banda entró al estudio de grabación acompañada por los colaboradores Gil Sharone, Shooter Jennings
y el productor y compositor de música cinematográfica Tyler Bates.
Luego de meses de producción, Manson anunció que The Pale Emperor sería editado el 20 de enero de 2015 por los sellos Hell, etc. y Cooking Vinyl.
Para promoverlo, el primer sencillo elegido fue «Deep Six» y una gira titulada The Hell Not Hallelujah Tour, con fecha de inicio en enero de 2015.

### 2016-2019:Heaven Upside Down
El 19 de julio, Manson anunció que el décimo álbum de estudio de la banda tenía el título de trabajo SAY10, y predijo una fecha de lanzamiento del día de San Valentín de 2017.
El álbum no fue lanzado en febrero de 2017, y en su lugar una larga serie de videos crípticos fueron publicados en la cuenta personal de Instagram de Marilyn Manson durante poco menos de 2 meses, antes de que Manson revelara el 9 de mayo que el álbum había sido nombrado Heaven Upside Down.
El primer sencillo del álbum, "We Know Where You Fucking Live", fue lanzado el 11 de septiembre, con el álbum debido a seguir el 6 de octubre.

### 2020-2023:We Are Chaos
En marzo de 2019, Manson anunció que casi había terminado de grabar su próximo álbum de estudio y que el músico country Shooter Jennings estaba involucrado. Más tarde ese año, el baterista Gil Sharone anunció que dejaría la banda para dedicarse a "otros proyectos actuales y futuros", y contrató al ex baterista de Black Flag, Brandon Pertzborn, como su reemplazo.
El 13 de enero de 2020, el bajista en vivo Juan Alderete se vio involucrado en un accidente de bicicleta que lo dejó con una lesión axonal difusa, un tipo de lesión cerebral traumática. Se ha creado una página de GoFundMe para ayudar a cubrir el costo de sus gastos médicos.
El 29 de abril, Manson y Jennings confirmaron que habían terminado de trabajar en el undécimo álbum de estudio de la banda, y ambos lo llamaron una "obra maestra".
El 28 de julio, Manson anunció que al día siguiente se lanzaría un nuevo sencillo titulado "We Are Chaos".
Al día siguiente, la canción se lanzó junto con el anuncio del próximo undécimo álbum de estudio de la banda, titulado We Are Chaos, que se lanzará el 11 de septiembre de 2020.
Al mismo tiempo, la banda reveló la portada del álbum y la lista de canciones. El álbum debutó en el número ocho del Billboard 200, convirtiéndose en su décimo lanzamiento entre los diez primeros en la lista.
En febrero de 2021, Loma Vista Recordings anunció que no promocionaría ni participaría en la distribución de ninguna grabación futura lanzada por la banda, luego de su exnovia Evan Rachel Wood y varias otras acusaciones de que el cantante de la banda abusó sexual y psicológicamente de ellos.
En noviembre de 2021, el exmiembro de la banda Tim Skold anunció que estaba trabajando nuevamente en material nuevo con Marilyn Manson. En mayo de 2023, Brandon Pertzborn dejó a Marilyn Manson para unirse a The Offspring como baterista.
También en mayo, Marilyn Manson volvió a estar activo en las redes sociales, publicando dos nuevas fotografías y anunciando que hay "algo nuevo que puedes escuchar".

### 2024-presente:One Assassination Under God – Chapter 1
En mayo de 2024, la banda anunció su fichaje por Nuclear Blast y lanzó un clip teaser para una nueva canción.
El mismo día que comenzó la gira, la banda lanzó "As Sick As the Secrets Within", su primer sencillo nuevo en cuatro años. A esto le siguió dos semanas después otra canción nueva, "Raise the Red Flag". Se lanzaron videos musicales para cada canción, ambos dirigidos por Bill Yukich. La banda realizará sus propios shows principales en Europa en 2025.
El 26 de septiembre de 2024, se anunció que el duodécimo álbum de estudio de la banda One Assassination Under God - Chapter 1 se lanzaría el 22 de noviembre de 2024.

## Estilo musical e influencias

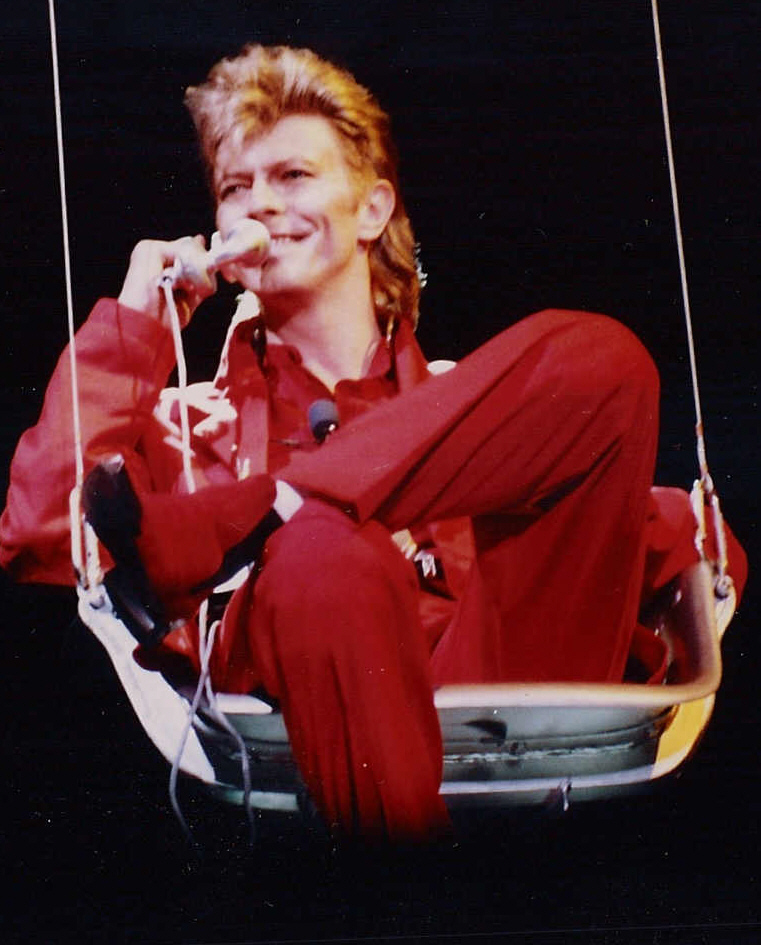
David Bowie es uno de los mayores fuentes de inspiración en los trabajos de la banda, debido a sus constantes cambios estéticos y musicales.

A lo largo de los años la banda ha plasmado diversas influencias en su estilo musical, tales como: rock y metal industrial,
rock y metal alternativo,
hard rock,
heavy metal,
glam rock
y shock rock.
Sin embargo, generalmente son catalogados como metal alternativo e industrial. En su adolescencia, Manson fue influenciado por artistas de shock rock como David Bowie, Alice Cooper e Iggy Pop junto a bandas como The Doors, Kiss y Black Sabbath, las cuales ayudaron a desarrollar el sonido de la banda.
Manson se ha referido a Bowie como su mayor inspiración, debido a su constante experimentación musical y cambios de imagen.
Asimismo la llegada de nuevos miembros y colaboradores durante la grabación de sus discos influencio el sonido reflejado en cada producción.
Trent Reznor, que se ocupó de producir los álbumes Portrait of an American Family y Antichrist Superstar, les proporcionó influencias de la música industrial debido a que también era el cantante de Nine Inch Nails, cuyo género es generalmente catalogado como metal industrial.
Más adelante el lanzamiento de Mechanical Animals, provocó un drástico cambio en el estilo musical, reminiscente al glam rock e influenciada por los trabajos de la década de 1970 de David Bowie.
Para el año 2000, la edición del álbum de estudio Holy Wood (In the Shadow of the Valley of Death), vio a la banda regresar al estilo de sus primeros trabajos discográficos siendo clasificado como metal industrial y alternativo.
La constante salida y entrada de miembros también contribuyó a su experimientación con diferentes estilos musicales. Un claro ejemplo es la llegada de Tim Sköld, quien les proporcionó un sonido más comercial y accesible con influencias de música electrónica, plasmada en el disco The Golden Age of Grotesque. En contraste, la edición del álbum Eat Me, Drink Me, marcó otra dirección musical a la que sedirigio la banda, donde se implementaron riffs de guitarras y sonidos producidos por el teclado reminiscentes a los de las décadas de 1970 y 1980.

## Influencia en otros artistas
Musical y estéticamente, Marilyn Manson ha sido responsable de influenciar a varios artistas a lo largo de su carrera. La cantante Skylar Grey, con quien grabó una canción llamada «Can’t Haunt Me», describió a Manson como «[un] verdadero artista y genio». Grey comentó que su participación fue «surrealista» y agregó haber admirado su trabajo por años.
Asimismo, Christina Aguilera hizo su propia versión de la canción «The Beautiful People» para la banda sonora de su película debut Burlesque;
y Lady Gaga, quien dijo ser fanática de su música, participó con él en una remezcla de su sencillo «LoveGame».
Durante una entrevista con MTV, la cantante canadiense Avril Lavigne declaró que el estilo visual de la banda le sirvió de influencia en su cambio de imagen previo al lanzamiento de su álbum homónimo.
Las páginas web de MTV y Allmusic, también han citado a ciertos artistas influenciados por el estilo musical o estético utilizado por Marilyn Manson. Entre ellos se encuentran: Disturbed,
Jeffree Star,
Evanescence,
Dir en Grey
y 30 Seconds to Mars,
entre otros.
En Stone Ocean, la sexta parte del manga japonés JoJo's Bizarre Adventure, el stand perteneciente a Miraschon se llama Marilyn Manson, en alusión a la banda y cantante homónimo.

## Miembros
Desde su fundación en el 1989, la formación de la banda ha cambiado constantemente. A lo largo de los años, ha contado con catorce miembros oficiales y diez colaboradores. Únicamente el cantante homónimo y principal compositor, Marilyn Manson, es el único miembro original restante.
| - Marilyn Manson – voz (1989-presente) - Reba Meyers – guitarras (2024-presente) - Tyler Bates – guitarras (2014–2015, 2015–2018, 2024–presente) - Piggy D. – bajo (2024-presente) - Gil Sharone – batería (2014–2019, 2024–presente) |

## Discografía
Álbumes de estudio
- 1994: Portrait of an American Family
- 1996: Antichrist Superstar
- 1998: Mechanical Animals
- 2000: Holy Wood (In the Shadow of the Valley of Death)
- 2003: The Golden Age of Grotesque
- 2007: Eat Me, Drink Me
- 2009: The High End of Low
- 2012: Born Villain
- 2015: The Pale Emperor
- 2017: Heaven Upside Down
- 2020: We Are Chaos
- 2024: One Assassination Under God – Chapter 1

Como Marilyn Manson & The Spooky Kids
- 2002: Dancing With The Antichrist
- 2012: Coke and Sodomy
- 2012: Birth Of The Antichrist

EPs
- 1995: Smells Like Children

## Giras
A lo largo de los años la banda se ha embarcado en quince giras, tres de las cuales fueron nacionales, nueve internacionales y otras tres en conjunto con otros artistas. Desde su formación, la teatralidad y el controvertido comportamiento del cantante en el escenario han sido elementos recurrentes en sus presentaciones y a menudo el producto de protestas por parte del gobierno y organizaciones religiosas.
- 1994-95: Portrait of an American Family
- 1995-96: Smells Like Children Tour
- 1996-97: Dead to the World Tour
- 1998-99: Mechanical Animals Tour
- 1999: Rock Is Dead Tour
- 2000-01: Guns, God and Government Tour
- 2003: Grotesk Burlesk Tour
- 2004-05: Against All Gods Tour
- 2007-08: Rape of the World Tour
- 2009: The High End of Low Tour
- 2012-13: Hey, Cruel World...Tour
- 2015-16: The Hell Not Hallelujah Tour
- 2017: Heaven Upside Down Tour
- 2024-presente: One Assassination Under God Tour

## Premios y reconocimientos
A lo largo de su carrera, la banda ha recibido diversos reconocimientos de diferentes medios de comunicación en el mundo. Ha sido nominada a los premios Grammy cuatro veces
y nombrada como «mejor artista nuevo» en el año 1996 por la revista Rolling Stone.
Asimismo, varios de sus álbumes han conseguido reconocimiento alrededor del mundo al posicionarse entre los mejores de cada año,
y ser nominados a diferentes premios en la industria musical, incluyendo los ECHO Awards
y MTV Video Music Awards
entre otros. VH1 los nombró en su lista de los «100 mejores artistas del hard rock»
y posicionó a la canción «The Beautiful People» entre «las 40 mejores canciones del metal».

### Premios Grammy
| Año  | Categoría                               | Trabajo                                | Resultado |
| ---- | --------------------------------------- | -------------------------------------- | --------- |
| 1999 | Mejor interpretación de hard rock       | «The Dope Show»                        | Nominado  |
| 2001 | Mejor interpretación de metal           | «Astonishing Panorama of the Endtimes» | Nominado  |
| 2004 | Mejor interpretación de metal           | «mOBSCENE»                             | Nominado  |
| 2013 | Mejor interpretación de hard rock/metal | «No Reflection»                        | Nominado  |